# Alessia Cabrini
Alessia Cabrini (Nizza, 5 febbraio 1996) è una cestista italiana.
Guardia di 178 cm, ha giocato in serie A1 con Umbertide, Torino e Virtus Bologna.

## Carriera

### Club
Nata in Francia a Nizza, si trasferisce con la famiglia a Bordighera. È nelle giovanili del Roquebrune Cap Martin Basket di Roccabruna quando viene chiamata nella selezione francese giovanile. Avendo doppia cittadinanza, nel 2011 sceglie la nazionale italiana.
Fa parte nel 2012 del College Italia, ma si infortuna e gioca soltanto sul finale di stagione. L'anno dopo si trasferisce nella Libertas Basket Bologna ancora in serie A2. L'esordio in Serie A1 avviene con la Pallacanestro Femminile Umbertide il 4 ottobre 2014.
Con la rinuncia della squadra umbra alla categoria, si trasferisce oltre confine al Monaco Basket Association nella Nationale féminine 1, terza serie francese.
Nel gennaio 2018 viene ingaggiata dall'Alpo Basket, squadra di serie A2.
Dopo una stagione a Torino – 72 punti in 19 gare disputate –, nel 2019 viene ingaggiata dalla Virtus Bologna.
Nel 2020-21 viene ingaggiata dalla Pallacanestro Femminile Firenze in Serie A2 dove rimane per una stagione. Nella stagione 2021-22 fa ritorno alla Pallacanestro Femminile Umbertide, sempre in serie A2, arrivando a sfiorare la promozione nella massima serie, sconfitti solo in finale Play Off da Pallacanestro Valdarno.
Dalla stagione 2022-23 si trasferisce alla Thunder Matelica in serie A2, contribuendo alla crescita della squadra marchigiana.

### Nazionale
Ha indossato la maglia dell'Italia under 16 vincendo l'argento agli europei 2012 in Ungheria.
Con l'Italia under 18 ha disputato gli Europei 2014 in Portogallo.
Vince l'argento con l'Italia under 20 agli europei 2016.

## Statistiche

### Presenze e punti nei club
Statistiche aggiornate al 31 gennaio 2021
| Stagione        | Squadra          | Competizione    | Partite | Partite | Partite | Statistiche tiro | Statistiche tiro | Statistiche tiro | Altre statistiche | Altre statistiche | Altre statistiche | Altre statistiche | Altre statistiche |
| Stagione        | Squadra          | Competizione    | Pres.   | Titol.  | Minuti  | Tiri da 2        | Tiri da 3        | Liberi           | Rimb.             | Assist            | Rubate            | Stopp.            | Punti             |
| --------------- | ---------------- | --------------- | ------- | ------- | ------- | ---------------- | ---------------- | ---------------- | ----------------- | ----------------- | ----------------- | ----------------- | ----------------- |
| 2012-2013       | College Italia   | Serie A2        | 5       | 5       | 143     | 7/17             | 8/20             | 3/4              | 18                | 2                 | 1                 | 0                 | 41                |
| 2013-2014       | Libertas Bologna | Serie A2        | 18      | 6       | 346     | 25/64            | 13/58            | 11/20            | 42                | 5                 | 23                | 1                 | 100               |
| 2014-2015       | PF Umbertide     | Serie A1        | 18      | 0       | 93      | 2/10             | 1/8              | 1/2              | 6                 | 4                 | 5                 | 1                 | 8                 |
| 2015-2016       | PF Umbertide     | Serie A1        | 28      | 12      | 791     | 31/64            | 15/41            | 10/17            | 46                | 6                 | 22                | 2                 | 117               |
| 2016-2017       | PF Umbertide     | Serie A1        | 22      | 15      | 502     | 16/45            | 19/52            | 7/13             | 60                | 10                | 23                | 2                 | 96                |
| 2017-2018       | Monaco           | NF 1            | 17      |         |         |                  |                  |                  |                   |                   |                   |                   | 83                |
| gen. 2018       | Alpo Basket      | Serie A2        | 17      | 0       | 296     | 14/44            | 15/45            | 10/16            | 57                | 13                | 18                | 0                 | 83                |
| 2018-2019       | Pall. Torino     | Serie A1        | 18      | 1       | 291     | 21/50            | 7/28             | 9/11             | 27                | 26                | 11                | 1                 | 72                |
| 2019-2020       | Virtus Bologna   | Serie A1        | 16      | 1       | 145     | 4/22             | 6/18             | 2/3              | 21                | 4                 | 2                 | 0                 | 28                |
| 2020-2021       | PF Firenze       | Serie A2        | 16      | 2       | 293     | 26/66            | 18/55            | 20/27            | 58                | 15                | 12                | 5                 | 126               |
| 2021-2022       | PF Umbertide     | Serie A2        | 33      | 32      | 908     | 60/148           | 39/156           | 43/50            | 154               | 32                | 42                | 6                 | 280               |
| 2022-2023       | Thunder Matelica | Serie A2        | 27      | 13      | 431     | 20/67            | 9/60             | 25/33            | 108               | 22                | 21                | 3                 | 92                |
| 2023-2024       | Thunder Matelica | Serie A2        | 27      | 17      | 759     | 45/104           | 34/113           | 28/35            | 100               | 60                | 20                | 10                | 220               |
| 2024-2025       | Thunder Matelica | Serie A2        | 30      | 28      | 847     | 64/163           | 43/135           | 30/39            | 126               | 47                | 25                | 8                 | 287               |
| Totale carriera | Totale carriera  | Totale carriera | 258     | 119     | 5337    | 309/784          | 213/717          | 168/228          | 700               | 231               | 165               | 35                | 1402              |